# Sundasalangidae
Sundasalangidae zijn een familie van straalvinnige vissen uit de orde van Haringachtigen (Clupeiformes).

## Geslacht
- Sundasalanx T. R. Roberts, 1981